# Modern Language Review
Modern Language Review — журнал, издаваемый Ассоциацией современных гуманитарных исследований (MHRA). Один из старейших журналов, посвящённых современному языкознанию. Основан в 1905 году, к настоящему времени в журнале опубликовано более 3000 статей и 20000 книжных обозрений.
Выходит четыре раза в год (в январе, апреле, июле и октябре) на английском языке. Тематика журнала охватывает следующие области лингвистики:
- Английский язык  (включая США и страны Содружества)
- Французский язык (включая франкоговорящую часть Африки и Канады)
- Германские языки (включая Нидерланды и Скандинавские страны)
- Испанский язык (включая Латинскую Америку, Португалию, Каталонию и Галисию)
- Итальянский язык
- Славянские и восточноевропейские языки
- Общие исследования (лингвистика, сравнительное литературоведение, теория литературной критики)